# Кубок Европы по горному бегу 1998
4-й Кубок Европы по горному бегу прошёл 5 июля 1998 года в альпийском посёлке Сестриере (Италия). Участники соревновались в дисциплине горного бега «вверх-вниз». Разыгрывались 4 комплекта наград: по два в индивидуальном и командном зачётах среди мужчин и женщин.
Трасса была проложена по горнолыжным склонам. Женщины преодолевали один маленький (верхняя точка — 2135 м над уровнем моря) и один большой (2290 м) круг, мужчины — один маленький и два больших. На старт вышли 125 бегунов (75 мужчин и 50 женщин) из 21 страны Европы. Каждая страна могла выставить до 4 человек в каждый из забегов. Сильнейшие в командном первенстве определялись по сумме мест трёх лучших участников.
Кубок Европы 1998 года триумфально завершился для хозяев соревнований. Итальянцы выиграли оба индивидуальных забега и оба командных первенства. Среди женщин четыре участницы из Италии показали лучший из возможных результатов: они заняли первые четыре места. В мужском забеге со старта вперёд вышел Антонио Молинари и уже через 3 километра имел преимущество в 15 секунд над Эндрю Пирсоном из Англии и Жайме Мендешем из Португалии. В дальнейшем он только увеличил свой отрыв и стал победителем Кубка Европы.

## Медалисты
Курсивом выделены участники, чей результат не пошёл в зачёт команды.

### Мужчины
| Дисциплина                           | Золото                                                                      | Золото  | Серебро                                                        | Серебро | Бронза                                                                            | Бронза  |
| ------------------------------------ | --------------------------------------------------------------------------- | ------- | -------------------------------------------------------------- | ------- | --------------------------------------------------------------------------------- | ------- |
| 13,2 км перепад высот: +710 м −710 м | Антонио Молинари Италия                                                     | 53.02   | Эндрю Пирсон Англия                                            | 53.44   | Марко Де Гаспери Италия                                                           | 53.58   |
| 13,2 км (команды)                    | Италия · Антонио Молинари · Марко Де Гаспери · Лучо Фрегона · Роберто Порро | 9 очков | Англия · Эндрю Пирсон · Марк Робертс · Иен Холмс · Мартин Кокс | 24 очка | Португалия · Жайме Мендеш · Жуан Серральейру · Франсиску Орланду · Витор Кордейру | 32 очка |

### Женщины
| Дисциплина                          | Золото                                                                                       | Золото  | Серебро                                                            | Серебро  | Бронза                                                                     | Бронза   |
| ----------------------------------- | -------------------------------------------------------------------------------------------- | ------- | ------------------------------------------------------------------ | -------- | -------------------------------------------------------------------------- | -------- |
| 7,8 км перепад высот: +420 м −420 м | Розита Рота-Гельпи Италия                                                                    | 34.58   | Флавия Гавильо Италия                                              | 35.47    | Пьеранджела Баронкелли Италия                                              | 36.14    |
| 7,8 км (команды)                    | Италия · Розита Рота-Гельпи · Флавия Гавильо · Пьеранджела Баронкелли · Мария Грация Роберти | 6 очков | Франция · Мартина Пайе · Хафида Гади · Зарина Эрри · Орелия Трюэль | 28 очков | Англия · Кэрол Гринвуд · Джессика Тёрболл · Виктория Уилкинсон · Иветт Хаг | 30 очков |

## Медальный зачёт
Медали завоевали представители 4 стран-участниц.
 Принимающая страна
| Место | Страна     | Золото | Серебро | Бронза | Всего |
| ----- | ---------- | ------ | ------- | ------ | ----- |
| 1     | Италия     | 4      | 1       | 2      | 7     |
| 2     | Англия     | 0      | 2       | 1      | 3     |
| 3     | Франция    | 0      | 1       | 0      | 1     |
| 4     | Португалия | 0      | 0       | 1      | 1     |
| Всего | Всего      | 4      | 4       | 4      | 12    |